# Одеміра
Одемі́ра (порт. Odemira; МФА: [o.dɨ.ˈmi.ɾɐ], Одимі́ра) — муніципалітет і містечко в Португалії, в окрузі Бежа. Розташований у південно-західній частині країни, на березі Атлантичного океану, на теренах історичної португальської провінції Алентежу. Належить до Безької діоцезії Католицької церкви в Португалії. Права міського самоврядування має з 1256 року. Поділяється на 13 парафій. За адміністративним поділом, чинним до 1976 року, був складовою провінції Нижнє Алентежу. Площа муніципалітету — 1720,60 км², населення муніципалітету — 22536 ос. (2015); густота населення — 13,1 осіб/км²
. Патрон — Діва Марія. Святковий день муніципалітету — 8 вересня. Поштовий індекс — 7630.  Код місцевої адміністративної одиниці — 0211. Складова статистичного регіону Алентежу.

## Географія
Одеміра розташована на півдні Португалії, на південному заході округу Бежа.
Містечко розташоване на берегах річки Міра, за 85 км західніше міста Бежа, на автомобільній трасі Лісабон — Лагуш.
Відстань до Лісабона — 131 км, до Бежі — 84 км.
Одеміра межує на півночі з муніципалітетами Сінеш і Сантіагу-ду-Касен, на сході — з муніципалітетом Оріке, на південному сході — з муніципалітетом Сілвеш, на півдні — з муніципалітетами Моншіке й Алжезур. На заході омивається водами Атлантичного океану.

## Історія
1256 року португальський король Афонсу III надав Одемірі форал, яким визнав за поселенням статус містечка та муніципальні самоврядні права.

## Населення
| Кількість мешканців | Кількість мешканців | Кількість мешканців | Кількість мешканців | Кількість мешканців | Кількість мешканців | Кількість мешканців | Кількість мешканців | Кількість мешканців | Кількість мешканців | Кількість мешканців | Кількість мешканців | Кількість мешканців | Кількість мешканців | Кількість мешканців | Кількість мешканців |
| ------------------- | ------------------- | ------------------- | ------------------- | ------------------- | ------------------- | ------------------- | ------------------- | ------------------- | ------------------- | ------------------- | ------------------- | ------------------- | ------------------- | ------------------- | ------------------- |
| 1864                | 1878                | 1890                | 1900                | 1911                | 1920                | 1930                | 1940                | 1950                | 1960                | 1970                | 1981                | 1991                | 2001                | 2011                |                     |
| 17 136              | 18 098              | 19 386              | 20 489              | 23 883              | 27 697              | 32 541              | 40 513              | 44 050              | 43 999              | 33 068              | 29 463              | 26 418              | 26 106              | 26 066              |                     |

## Парафія
- Колуш
- Релікіаш
- Сабойя
- Санта-Клара-а-Веля
- Санта-Марія
- Сан-Луїш
- Сан-Мартіню-даш-Аморейраш
- Сан-Салвадор
- Сан-Теотоніу
- Вале-де-Сантіагу
- Віла-Нова-де-Мілфонтеш
- Перейраш-Гаре
- Бікуш
- Замбужейра-ду-Мар
- Лузіанеш-Гаре
- Буавішта-душ-Піньєйруш
- Лонгейра-Алмограве